# Попов, Владимир Иванович (государственный деятель)
Владимир Иванович Попов (23 марта 1925, Москва — 6 августа 1989, Москва) — советский государственный деятель.

## Биография
Родился 23 марта 1925 года в семье писателя Ивана Фёдоровича Попова и Веры Алексеевны Поповой (Черных). Старший брат Юрий Иванович Попов погиб в воздушном бою в первые дни Великой Отечественной войны.
В 1939 г. по окончании 7 классов средней общеобразовательной школы поступил в 1 специальную артиллерийскую школу Наркомпроса РСФСР. Когда школа осенью 1941 г. была эвакуирована, остался в Москве с семьей. Продолжил учебу и в сентябре 1942 г. окончил 10 классов, одновременно работая инструктором Всевобуча в учебном батальоне при Московском городском военкомате, а затем на учебном пункте Всевобуча при Киевском райвоенкомате.
В октябре 1942 г. поступил на исторический факультет МГУ. В декабре того же года был призван в армию и направлен в 1 Вольскую военную школу авиамехаников. Был помощником командира взвода курсантов. В мае 1943 г. тяжело заболел и в июне был демобилизован.
Осенью 1944 г. восстановился на историческом факультете МГУ, где проучился с перерывами, вызванными обострениями болезни, до 1950 г. В университете активно участвовал в общественной работе, в частности в 1946 г. работал в студенческой секции Антифашистского комитета советской молодежи.
По окончании МГУ работал в аппарате ЦК ВЛКСМ инструктором, заведующим сектором, заместителем заведующего отделом. С 1957 по 1960 г. - заместитель и первый заместитель председателя Комитета молодежных организаций. Принимал активное участие в организации и проведении всемирных фестивалей молодежи и студентов, в частности был членом оргкомитета VI Всемирного фестиваля в Москве.
С 1960 г. в аппарате ЦК КПСС - помощник заведующего отделом, референт, заведующий сектором.
С августа 1966 по январь 1979 г. - заместитель министра культуры СССР. В годы работы в Министерстве культуры занимался вопросами международного культурного сотрудничества, изобразительного искусства, охраны памятников. Активно способствовал развитию международного выставочного обмена, расширению гастролей советских деятелей искусств, разработке законодательства в области охраны исторического и культурного наследия, возвращению российских культурных ценностей из-за рубежа. Член Президиума созданного в 1986 г. Советского фонда культуры.
Постановлением Совета Министров СССР 25 января 1979 г. был назначен первым заместителем председателя Организационного комитета Олимпийских игр в Москве. После объявления бойкота США активно работал над обеспечением участия наибольшего количества стран и спортсменов в Олимпиаде-80. Во время проведения игр отвечал за информационную работу, решал вопросы пресс-центра на Зубовском бульваре, каждый день вел пресс-конференции, а также курировал церемонии открытия и закрытия. По его инициативе и при его активном участии была составлена и проведена уникальная культурная программа, высоко оцененная Международным олимпийским комитетом и лично лордом Килланин.
По окончании Олимпиады-80 был назначен заместителем председателя Гостелерадио СССР (с 16 января 1989 г. первый заместитель председателя). Способствовал расширению международного сотрудничества, развитию художественных программ, налаживанию обратной связи с зрительской аудиторией. Стоял у истоков создания принципиально новой структуры телеканалов. В 1987 г. договорился с представителями бразильского Globo TV о показе в СССР сериала "Рабыня Изаура".
Скоропостижно скончался 6 августа 1989 г. Похоронен на Кунцевском кладбище.

## Награды
- орден Трудового Красного Знамени
- орден Трудового Красного Знамени
- орден Дружбы народов
- орден «Знак Почёта»
- медаль «За победу над Германией в Великой Отечественной войне 1941-1945 гг.»
- медаль «Двадцать лет победы в Великой Отечественной войне 1941-1945 гг.»
- медаль «Тридцать лет Победы в Великой Отечественной войне 1941-1945 гг.»
- медаль «Сорок лет Победы в Великой Отечественной войне 1941-1945 гг.»
- медаль «60 лет Вооруженных Сил СССР»
- Медаль «За трудовую доблесть»